# Sericopimpla lutea
Sericopimpla lutea là một loài tò vò trong họ Ichneumonidae.